# Daldinia gelatinosa
Daldinia gelatinosa är en svampart som beskrevs av Y.M. Ju, J.D. Rogers & F. San Martín 1997. Daldinia gelatinosa ingår i släktet Daldinia och familjen kolkärnsvampar.   Inga underarter finns listade i Catalogue of Life.